# Fabiola Gianotti

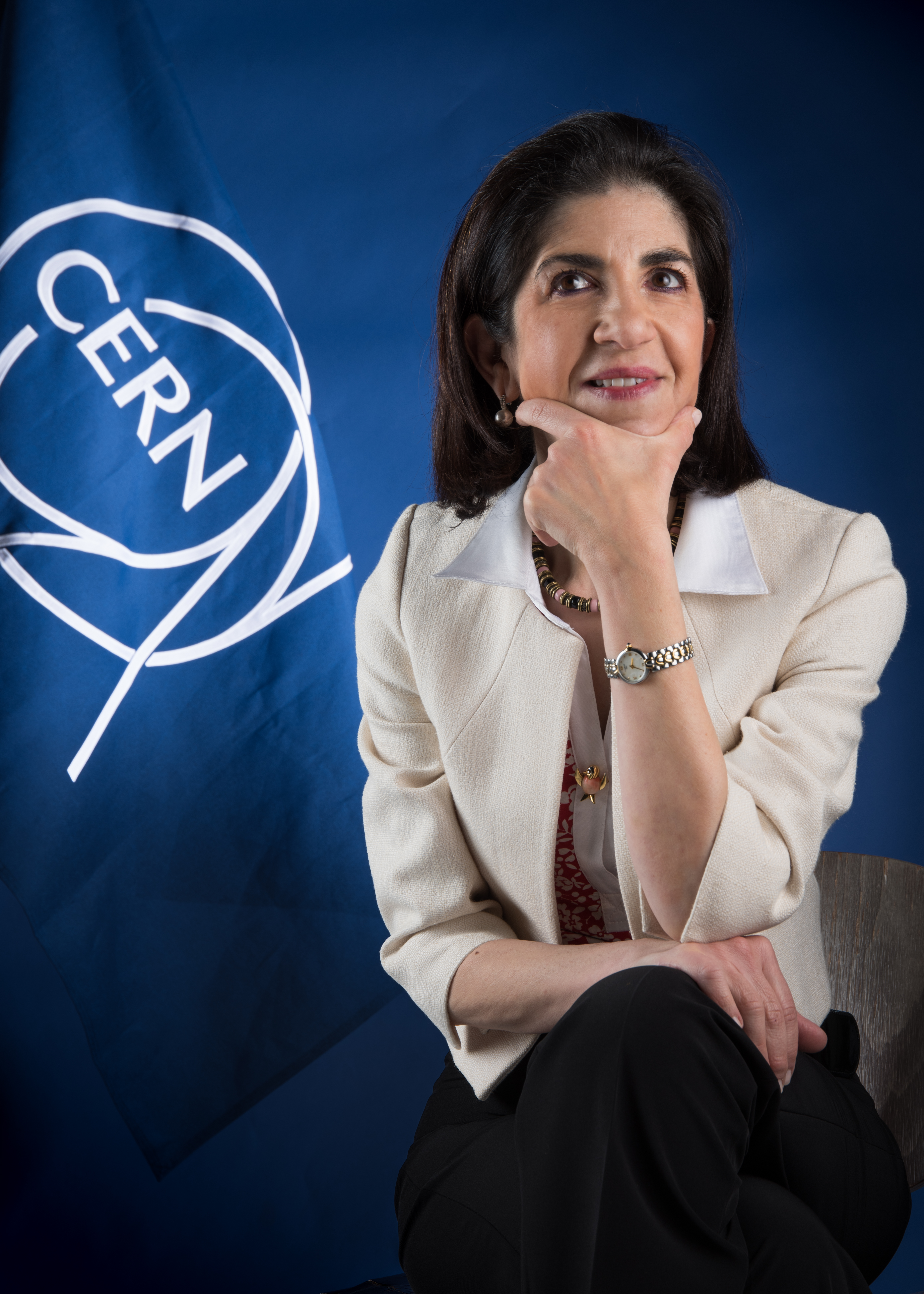
Fabiola Gianotti vid ATLAS-experimentet.

Fabiola Gianotti, född den 29 oktober 1960 i Rom, är en italiensk partikelfysiker, till och med 2013 talesperson för Large Hadron Collider (LHC)s ATLAS-experimentet vid CERN i Schweiz. Hon har blivit vald till generaldirektör (första kvinnan) för CERN-laboratoriet med start den 1 januari 2016.

## Biografi
Hennes far är geolog från Piemonte och modern professor i litteratur från Sicilien. Under gymnasietiden efter att ha läst en biografi om Marie Curie och Einsteins förklaring av den fotoelektriska effekten, började intressera sig för naturvetenskap, speciellt fysik. Inspirerad av Carlo Rubbias Nobelpris 1984, kom hon att satsa på en Ph.D. i experimentell sub-nukleär fysik från Milanouniversitetet, Italien. Gianotti började vid CERN 1987 med arbeten på flera experiment inklusive UA2-experimentet och ALEPH vid Large Electron–Positron Collider (LEP),  LHC:s föregångare vid CERN. Hennes doktorsavhandling handlade om dataanalys för UA2-experimentet.
Gianotti är även en utbildad pianist med professionellt musikerdiplom från  Milanokonservatoriet.

## Fortsatt forskarkarriär
Gianotti började arbeta med flytande-argon kalorimetri vid LHC 1990 och fortsatte med det på ATLAS, när det samarbetet startade 1992. Hon sysslade även med LEP2:s sökande efter supersymmetri mellan 1996 och 2000.
Efter 18 års forskningsarbete vid CERN blev Gianotti ATLAS-experimentets talesperson och samordnare med ansvar för laboratoriets strategiska planering. Den 4 juli 2012, vid International Conference on High Energy Physics, tillkännagav Gianotti för internationella media att en grupp vid CERN hade upptäckt den partikel, Higgs boson, som partikelfysikens Standardmodellen förutsagt.
I början på maj 2013 var hon i Sverige och presenterade senaste resultat från LHC för KVA, som visar att det man hittade vid 125 GeV verkligen är Higgs boson.